# Duryea testvérek

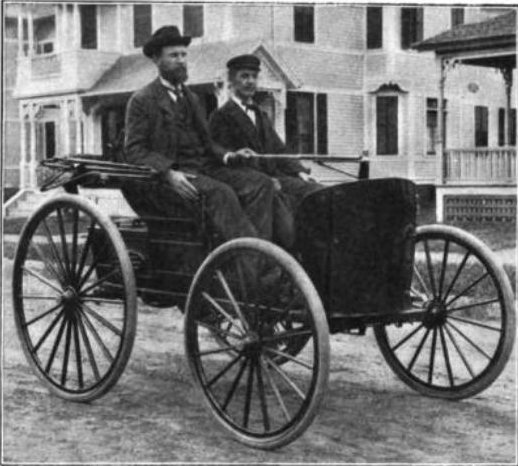
Charles (balra) és J. Frank az 1895-ben megrendezett első amerikai autóversenyen győztes autójukkal

A Duryea testvérek, Charles és J. Frank az autózás úttörői voltak az Amerikai Egyesült Államokban.
Charles Duryea (1861–1939) és J. Frank Duryea (1870–1967) építették meg az első használható gépkocsit az Amerikai Egyesült Államokban. 1894-ben épített autójukkal 1895-ben megnyerték az első USA-beli autóversenyt. 1896-ban megalapították cégüket, a Duryea Motor Power Wagon Companyt.